# Мацхварламезурі
Мацхварламезурі (груз. მაცხვარლამეზური) — село в Грузії.
За даними перепису населення 2014 року в селі проживає 37 особа.